# Gorczyce (powiat Olecki)
Gorczyce (Duits: Gortzitzen; 1909-1945: Gartenberg) is een plaats in het Poolse woiwodschap Ermland-Mazurië, in het district Olecki. De plaats maakt deel uit van de landgemeente Kowale Oleckie.